# Alticus monochrus
Alticus monochrus és una espècie de peix de la família dels blènnids i de l'ordre dels perciformes.

## Morfologia
- Els mascles poden assolir 10 cm de longitud total.[2][3]

## Reproducció
És ovípar.

## Hàbitat
És un peix de clima tropical.

## Distribució geogràfica
Es troba a Madagascar i Reunió.